# Osci
Gli Osci, detti anche Oschi (e, impropriamente, "Opici"), erano una popolazione di lingua indoeuropea di ceppo sannitico della Campania antica pre-romana, appartenente al gruppo osco-umbro; la caratterizzazione del popolo è soprattutto di tipo linguistico: Osci erano infatti i popoli parlanti la lingua osca, idioma indoeuropeo del gruppo osco-umbro. Storicamente, è in questo più ampio senso riconducibile agli Osci una pluralità di popoli dell'Italia meridionale, dei quali si ha testimonianza in età antica. Dal V secolo a.C. gli Osci furono inglobati dai Sanniti, a loro strettamente affini e inizialmente stanziati leggermente più a nord, e da allora i due gruppi finirono sostanzialmente per coincidere, in una variegata differenziazione tribale che sopravvisse a lungo anche alla conquista romana dell'insieme di queste genti, compiuta con le Guerre sannitiche.

## Etnonimo
Il termine "Osci" viene da ops-ci, probabile adattamento alla lingua osca del termine "Opici", che designava il popolo latino-falisco (o protolatino) già stanziato nell'entroterra campano al momento della penetrazione delle prime tribù sannitiche. L'adattamento fu facilitato dalla presenza, in osco, di un tema nominale ops- (cfr. latino ops, "risorsa"), che consentì di interpretare l'etnonimo come "popolo dei lavoratori", o forse anche "popolo degli adoratori della dea Ops". Il nome di quest'ultima divinità (nonché lo stesso etnonimo degli Osci) sembrerebbe inoltre essere correlato a quello di Oscio, una divinità messapica attestata nella città di Vaste, la cui iconografia presenta però attributi riconducibili perlopiù alla dea ctonia Persefone. Resta comunque significativo il fatto che gli stessi Opici, da cui si pensa abbiano tratto nome gli Osci, secondo certe ipotesi provennero dal Salento e dalla Lucania dopo aver attraversato il canale d'Otranto. Tuttavia, secondo studi più recenti, i luoghi d'origine degli Opici e i tempi del loro arrivo in Campania sono da ritenersi quanto mai incerti.

## Storia
Gli Osci, di ceppo sannitico, si insediarono nella loro sede storica - l'Opicia - nei primi secoli del I millennio a.C., forse anche prima, e si sovrapposero a una preesistente popolazione latino-falisca, gli Opici. Il nucleo centrale del loro insediamento era l'entroterra del Golfo di Napoli, ma testimonianze osche, soprattutto linguistiche, sono attestate in un'area assai più ampia, estesa verso est e verso sud, fino all'attuale Calabria settentrionale. Tribù osche abitavano fin dall'Età del bronzo l'isola di Vivara; quando i coloni greci vennero sulle coste di Cuma per fondarvi la città, trovarono sulla collina dell'acropoli un insediamento osco. Furono fondate da genti osche anche Pompei ed Ercolano, nel VI secolo a.C., Alife e Atella.
Le regioni litoranee abitate dagli Osci furono conquistate dai Greci di Cuma (e poi di Neapolis) già nel VII. Nel V secolo a.C. gli Osci furono sottomessi dai Sanniti, altro popolo osco-umbro a loro molto affine, e infine dai Romani, che conquistarono l'area nel corso del IV secolo a.C., a seguito delle Guerre sannitiche.
Le fonti antiche, soprattutto romane, ricordano il nome e le vicende di diverse tribù osche, nell'accezione più ampia del termine (principalmente linguistica). Gli Aurunci, stanziati nell'area delle cinque città della Pentapoli aurunca, nel cosiddetto "Latium adiectum", e negli immediati dintorni. Furono assoggettati a Roma al termine della Seconda guerra sannitica, nel 313 a.C., e la Pentapoli venne distrutta. Assai affini agli Aurunci erano gli Ausoni ricordati da fonti greche e latine: è possibile l'etnonimo fosse una forma alternativa di Aurunci, o che addirittura indicasse gli stessi Osci nella loro totalità. Più a sud erano stanziati i Lucani, in un'area grosso modo corrispondente alla regione che ne conserva il nome e che si spingeva fino al Mar Ionio.
Non è noto quando gli Osci persero la loro individualità etnico-linguistica per essere completamente romanizzati. Tra graffiti rinvenuti negli scavi archeologici di Pompei sono state rinvenute iscrizioni nella loro lingua, ancora viva quindi nel I secolo a.C..

## Lingua
La lingua osca è una delle più attestate tra le lingue osco-umbre, testimoniata da oltre 250 iscrizioni in caratteri greci, etruschi adattati e latini. Considerata la più conservativa tra le lingue osco-umbre, l'osco era parlato anche, in varietà dialettali più o meno differenziate, dai popoli affini Marrucini, Peligni, Sanniti e Sabini.

## Cultura
La lingua osca conobbe un uso letterario, tanto che perfino a Roma furono rappresentate in osco le fabulae atellanae, farse popolari originarie della città di Atella, in gran parte improvvisata e messa in scena da attori-mimi con costumi e maschere. La prima rappresentazione a Roma risale al 391 a.C.; erano previsti quattro personaggi fissi (lo sciocco Maccus, il vecchio avaro Pappus, il ghiottone vanaglorioso e maleducato Bucco e il gobbo astuto Dossennus) più Kikirrus, in costumi animaleschi, forse antenato del Pulcinella napoletano.
Altre testimonianze culturali degli Osci conservate riguardano leggende monetali e documenti ufficiali e religiosi.